# Eliane Karp

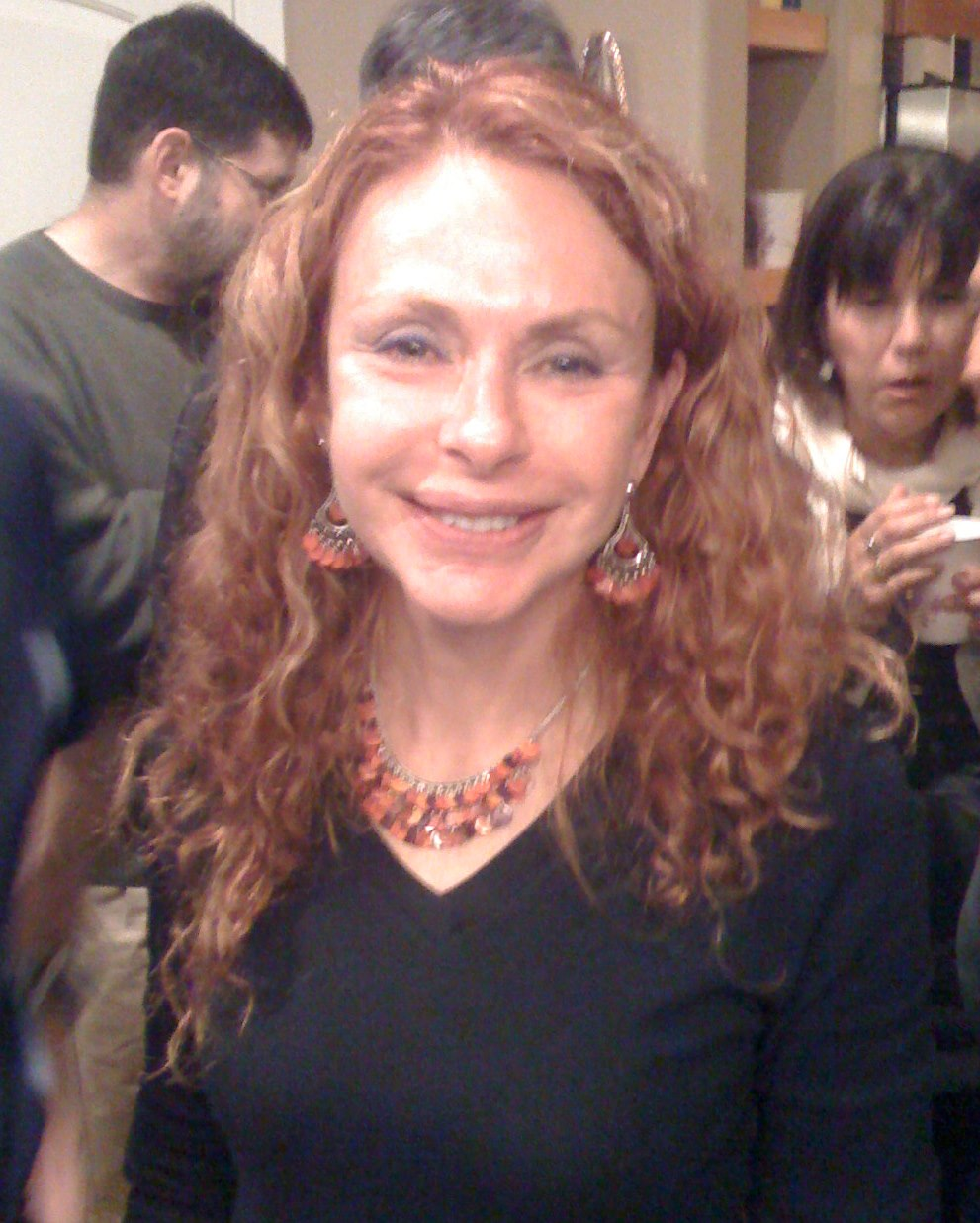
Eliane Karp 2009

Eliane Chantal Karp Fernenbug de Toledo (geb. 25. September 1953 in Paris, Frankreich) ist eine belgisch-US-amerikanisch-peruanische Anthropologin und Ehefrau des ehemaligen peruanischen Präsidenten Alejandro Toledo. Sie ist auf das Studium der indigenen Völker der Anden spezialisiert.

## Jugend und Ausbildung
Eliane Karp wurde 1953 in Paris als Tochter der Belgierin Eva Fernenbug und des polnischen Textilhändlers Charles Karp geboren. Ihr jüdischer Vater war vor der Gestapo geflohen und Mitglied der Französischen Résistance im Zweiten Weltkrieg. Sie erlangte ihr Baccalaureate am Lycée Français Jean Monnet in Brüssel. Während ihrer Zeit am Lyzeum war sie Mitglied der sozialistisch-zionistischen Pfadfinderorganisation Hashomer Hatza’ir. Jeden Sommer fuhr sie mit Freunden aus ihrer Gruppe als Freiwillige in einen israelischen Kibbutz. 1971 ging Eliane Karp nach Israel und machte ihren Bachelor in Anthropologie an der Hebräischen Universität Jerusalem mit einer Spezialisierung auf Lateinamerikanistik. Eliane Karp erlangte ihren Master in Anthropologie an der Stanford University. Sie besuchte Kurse zu indigenen Völkern an der Nationalen Autonomen Universität von Mexiko und leistete ihre Promotionsarbeit in Anthropologie und Wirtschaftsentwicklung an der Päpstlichen Katholischen Universität von Peru.
Eliane Karp lernte in Stanford Alejandro Toledo kennen, den sie 1979 heiratete. Die gemeinsame Tochter Chantal Toledo wurde 1983 geboren. Karp ging Ende der 1970er Jahre nach Peru, um dessen indigene Gemeinschaften zu studieren und lokale Sprachen zu lernen. 1980 begann sie für Organisationen wie die Organisation Amerikanischer Staaten, UNICEF und das Entwicklungsprogramm der Vereinten Nationen zu arbeiten, für die sie Studien über die Auswirkungen von Entwicklungsprojekten auf die indigenen Völkern durchführte. 1982 bis 1987 war sie Beraterin in der United States Agency for International Development. Nach Eheproblemen verließ Elaine Karp Mann und Kind und ging nach Brüssel, wo sie für die Europäische Investitionsbank arbeitete. 1988 zog sie nach Israel und arbeitete für sechs Jahre bei der Bank Leumi. 1992 ließen sich Eliane Karp und Toledo scheiden. Alejandro Toledo sucht sie in Israel auf. Kurz darauf heiratete das Paar erneut und sie kehrte nach Peru zurück, bevor die Wahlkampagne ihres Mannes 1995 anlief.
Während der Bewerbung ihres Mannes um die Präsidentschaft 2001 trug Eliane Karp wesentlich zu seiner Kampagne bei, die auf Toledos indigenes Erbe zurückgriff. Sie trug traditionelle andische Tracht, aktivierte Wähler bei den Quechua und demonstrierte die Verbundenheit des Paares mit indigenen Themen. Dabei kam ihr zugute, dass sie Cusco-Quechua fließend beherrscht.

## First Lady von Peru
2001 bis 2006 war Eliane Karp First Lady der Republik Peru, da ihr Mann Alejandro Toledo zum Präsidenten gewählt wurde. Während dieser Amtszeit wurde Eliane Karp Ehrenpräsidentin des Entwicklungsfonds der Indigenen Gemeinschaften Lateinamerikas und der Karibik.

### CONAPA
Kurz nach Toledoas Amtseinführung schuf seine Regierung die Nationalkommission der Gemeinschaften der Anden, des Amazonas und der Afro-Peruaner (CONAPA) Perus, deren Präsidentin Karp wurde. Die Agentur sollte einen Entwicklungsplan für die indigenen Gemeinschaften ausarbeiten, indigene Interessen bei der Regierung vertreten und den Weg für Verfassungsreformen zum Wohl der indigenen Bevölkerung bereiten.
Jedoch wurde die Ineffektivität der Kommission gerügt. Im Jahrbuch The Indigenous World 2002–2003 schrieb die Herausgeberin Diana Vinding „CONAPA war nie mehr als ein Ort für den Dialog zwischen den indigenen Anführern und einigen Repräsentanten verschiedener öffentlicher Bereiche. Es hatte keine größeren Umsetzungskapazitäten, wenig Repräsentanz im Regierungssektor, kein zugeordnetes öffentliches Budget und kompromittierte alle Ehrenmitglieder.“ Auf der anderen Seite verwies der Regionaldirektor Südamerika für Oxfam Amerika Martin Scurrah darauf, dass die Agentur gute Arbeit geleistet hätte. Er erinnerte daran, dass neben dem Voranbringen eines neuen Kapitels zu indigenen Rechten in der neuen Verfassung, Eliane Karp „in mehreren Fällen indigene Initiativen unterstützte oder verteidigte.“
Einige Kritiker sahen die Schaffung der Kommission als einen Schritt rückwärts für die indigenen Peruaner, da die Leitung durch eine Person ohne offizielle Regierungsverantwortung erfolgte, statt durch den Leiter eines Ministeriums. Die Kommission nahm außerdem die frühere SETAI (Büro für indigene Angelegenheiten) auf, was Berichten zufolge zu einem Verlust an Autonomie und Dynamik für diese Agentur führte. Andere beklagten, dass Karps Leitung der Kommission wegen ihrer eigenen privaten NGO „Fundación Pacha“ einen Interessenkonflikt darstellte. In der CONAPA sollen Korruption und Misswirtschaft geherrscht haben. Die Repräsentanz der einzelnen indigenen Gruppen sei niemals gewährleistet gewesen.
2003 zog sich Karp auch wegen dieser Kritik aus der CONAPA zurück, die in der Folge von einer Kommission in ein nationales Institut umstrukturiert wurde.

### Machu-Picchu-Artefakte
Während Toledos Präsidentschaft nahm Karp an Verhandlungen mit der Yale University wegen der Rückgabe von über 350 indigenen Artefakten an Peru teil. Die Museumsstücke waren um 1915 in Machu Picchu ausgegraben worden und an Yale für zwölf Monate ausgeliehen worden. Peru hatte für diese Sache die Unterstützung der National Geographic Society und von Senator Christopher Dodd aus Connecticut. Die Verhandlungen stockten, als die Universität es ablehnte, Peru als alleinigen Besitzer der Artefakte anzusehen, lenkte aber unter Alan Garcías Präsidentschaft (2006–2011) ein.
In einem Kommentar in der New York Times beschuldigte Karp Yale, „Perus ersten gewählten indigenen Präsidenten“ ausgesessen zu haben, bis Peru einen neuen Führer gehabt habe, „der indigenen Angelegenheiten offen feindselig gegenübersteht“. Sie kritisierte auch die Vereinbarung zwischen Peru und Yale, die 2008 letztendlich erreicht wurde. Nach den Bedingungen der Vereinbarung muss Peru ein Museum und ein Forschungszentrum bei Machu Picchu nach Yales Vorgaben bauen, bevor es einen Teil der Stücke für Ausstellungen und Forschung erhält. Die meisten der Artefakte würden in Yale bleiben.

### Fundación Pacha
2001 gründete Karp die Fundación Pacha, eine gemeinnützige Organisation zur Beobachtung von Entwicklungsprojekten für indigene Peruaner. Die Stiftung sollte Kleinstprojekte konzeptionieren und durchführen, um die Lebensbedingungen der indigenen Bevölkerung zu verbessern und ihre Integration in die demokratischen und wirtschaftlichen Institutionen von Peru erreichen. Beispiele sind ein Impfprojekt gegen Hepatitis B, Gelbfieber und Malaria, der Bau einer Grundschule, die Grundausstattung von Kliniken und der Betrieb einer Bäckerei. Karp blieb bis zum Amtsende ihres Mannes die Ehrenvorsitzende der Stiftung.

## Weitere Aktivitäten
Nach der Amtszeit ihres Mannes sah sich Eliane Karp heftigen Angriffen ausgesetzt. Ihr wurden Geldverschwendung, Veruntreuung und Vetternwirtschaft vorgeworfen.
Karp kritisierte öffentlich den Nachfolger ihres Mannes im Amt Alan García wegen der versuchten Auflösung des Amtes für die Bevölkerung der Anden, des Amazonas und der Afro-Peruaner INDEPA. Sie setzte sich für mehr Frauen im peruanischen Kongress ein.
2011 erhielt sie Ehrendoktorwürden der Universidad Nacional Mayor de San Marcos (Lima, Peru) und der Universidad Inca Garcilaso de la Vega (Lima, Peru).
Im März 2012 kehrte Karp nach Peru zurück, um eine Lehrtätigkeit an der Päpstlichen Katholischen Universität von Peru aufzunehmen. Im Herbst 2012 unterrichtete sie dort im Postgraduiertenprogramm für Andische Studien.
2017 wurde weltweit nach ihr und ihrem Mann wegen einer vermuteten Verwicklung in einen Korruptionsskandal um die Organização Odebrecht gefahndet.

## Werke
- El Perú invisible: en busca de los derechos indígenas en tiempos de democracia y globalización. Planeta, 2014, ISBN 978-6-12423069-1 (spanisch).
- Eliane Karp de Toledo, Ricardo Calla, Luis Maldonado, Beatriz Paredes: Los pueblos indígenas en la agenda democrática: estudios de caso de Bolivia, Ecuador, México y Perú. Corporación Andina de Fomento, 2006, ISBN 978-99954-1-037-7 (spanisch).
- Allin kausaynapaq: interculturalidad y participación: para vivir mejor con nosotros mismos. Zusammenstellung von Reden und Vorträgen der ehemaligen First Lady Perus Eliane Karp de Toledo im Zeitraum 2001–2006. Despacho de la Primera Dama de la Nación, Lima 2006 (spanisch).
- Eliane Karp de Toledo: La diversidad cultural y los ciudadanos del sol y la luna: propuestas para la inclusión social y el desarrollo con identidad de los pueblos originarios del Perú. Despacho de la Primera Dama de la Nación, Lima 2004.
- El Tema Indígena en Debate. Aportes para la Reforma Constitucional. Despacho de la Primera Dama de la Nación, Lima 2003 (spanisch).
- Hacia una nueva nación, Kay Pachamanta. Despacho de la Primera Dama de la Nación, Lima 2002 (spanisch).